# Словацкое общество международного права
Словацкое общество международного права (словац. Slovenská spoločnosť pre medzinárodné právo) — словацкая международная некоммерческая образовательная организация с центром в Братиславе. Основана в 1971 году под покровительством Словацкой академии наук, насчитывает более 100 зарегистрированных членов. Миссией общества является изучение международного права, его улучшение в Словакии и усиление влияния международного права и принципов справедливости в международных отношениях.
Одним из членов общества является Петер Томка, бывший в своё время председателем Международного суда ООН и ставший почётным президентом общества в 2003 году.

## Комитет общества
Комитет состоит из девяти человек. С 2011 по 2014 годы состав комитета был следующим:
- Марек Шмид, PhD., председатель общества
- Игор Барто, заместитель председателя
- Дагмар Лантайова, PhD., заместитель председателя
- Мартин Стражницкий, заместитель председателя
- Петер Лысина, PhD., секретарь
- Зузана Магурова, член
- Катарина Шмигова, PhD., член
- Метод Шпачек, член
- Драгослав Штефанек, член

## Словацкий ежегодник международного права
С 2007 года обществом издаётся «Словацкий ежегодник международного права» — журнал со статьями о международном праве на словацком, английском и чешском языках.

## Почётные президенты
- Азуд, Ян[словац.]
- Клучка, Ян[словац.]
- Стражницка, Вера
- Томка, Петер